# HEUNG-A
Heung A (Hãng tàu Heung-A hay Heung-A Line) là hãng tàu vận tải container được thành lập từ năm 1961 ở Hàn Quốc. Heung-A góp phần rất quan trọng trong sự phát triển của nền kinh tế Hàn Quốc, và đã từng dẫn đầu ngành công nghiệp trọng điểm của quốc gia này.

## Thông tin chung về Hãng tàu Heung A
- Loại hình doanh nghiệp: Tư nhân
- Ngành: Vận tải và Logistics (Hậu cần)
- Năm thành lập: 1961
- Trụ sở chính: Hàn Quốc
- Số lượng nhân viên: 687 (2020)
- Trang web: www.heung-a.co.kr
Kể từ khi khai trương dịch vụ vận tải container từ Hàn Quốc đến Nhật Bản vào năm 1961, Heung A luôn góp mặt trong Top những hãng tàu lớn nhất tuyến Nội Á, vận chuyển hơn 1,2 triệu TEU mỗi năm và là Hãng tàu vận tải hóa chất số 1 Châu Á với 20 tàu chở chuyên dụng, luôn đáp ứng mong đợi của khách hàng.
Không chỉ sở hữu đội tàu IMO II với tải trọng từ 3.000 tấn đến 20.000 tấn, Heung A còn có hơn 45 năm kinh nghiệm trong ngành, đảm bảo khả năng phục vụ nhiều khách hàng khó tính.

## Lịch sử của Hãng tàu Heung A[1]

### Giai đoạn ban đầu
- Năm 1961: Thành lập với tuyến Hàn Quốc - Nhật Bản và Chủ tịch Yoon Jong-geun.
- Năm 1972: Mở văn phòng đại diện tại Tokyo.
- Năm 1973: Khai trương tuyến tàu container chợ giữa Hàn Quốc - Nhật Bản.
- Năm 1974: Mở các tuyến đường kết nối giữa Hàn Quốc và Đông Nam Á.
- Năm 1980: Mở văn phòng đại diện tại Singapore và thành lập bãi container Busan Jaesong rộng hơn 25.000 mét vuông.
- Năm 1984: Mở 2 công ty Dongbo Sangseon và Dongbo Express.
- Năm 1986 đến 1991: Khai trương tuyến tàu container chợ giữa Hàn Quốc và Manila, Hải Phòng, Thành phố Hồ Chí Minh City.
- Năm 1992 đến 1993: Mở văn phòng đại diện tại Jakarta và Hồ Chí Minh.
- Năm 1993 đến 1994: Liên tục ký kết hợp đồng liên kết với Hãng tàu Hanjin Shipping, Tập đoàn Dongsung và Hãng tàu Sakhalin.
- Năm 1995 đến 1996: Mở văn phòng đại diện tại Thượng Hải, Kuala Lumpur và Bangkok.

### Giai đoạn mở rộng và phát triển
- Năm 2002: Mở văn phòng đại diện tại Hạ Môn, Trung Quốc và tuyến phà giữa Inchon và Tần Hoàng Đảo.
- Năm 2003: Mở văn phòng đại diện tại Bangkok Thái Lan.
- Năm 2004: Thành lập chi nhánh tại Thiên Tân & Đại Liên.
- Năm 2004: Đầu tư vào Hãng phà Lianyungang CK và Công ty Logistics H&V.
- Năm 2005: Sáp nhập Tập đoàn quốc tế PT.Haspul của Indonesia và Hãng tàu San Ei của Nhật Bản.
- Năm 2007: Thành lập Công ty Logistics Heung A với số vốn 1 tỷ won (20 tỷ VNĐ), thâu tóm Hãng tàu CK STAR.
- Năm 2008: Thành lập Công ty con tại Việt Nam với tên gọi HEUNG-A SHIPPING VIETNAM CO.,LTD.
- Năm 2020: Heung A Line mở rộng dịch vụ đến Sri Lanka 

## Hãng tàu Heung A - Người đi tiên phong
Heung A đi tiên phong với tuyến tàu container Hàn Quốc - Nhật Bản và cũng là bên đóng tàu container đầu tiên của Hàn Quốc vào năm 1971. Ngoài ra, Heung A cũng được niêm yết trên thị trường chứng khoán lần đầu tiên vào năm 1976 với tư cách là một công ty vận tải biển Hàn Quốc.
Sau giai đoạn trên, Heung A củng cố vị thế công ty vận tải container hàng đầu Châu Á, cũng như danh tiếng nhà vận chuyển hàng đầu trong lĩnh vực vận chuyển hóa chất.
Vào năm 2019, bộ phận vận tải container đã được tích hợp với Hãng tàu Janggeum, gia tăng lợi thế cạnh tranh trong tương lai trong lĩnh vực này tại thị trường châu Á.
Theo CEO Hwan-Goo Lee: "Tất cả các nhân viên trong và ngoài nước của chúng tôi đều thấu hiểu sự bất ổn của nền kinh tế toàn cầu cũng như trong lĩnh vực vận tải. Chúng tôi sẽ cố gắng hết sức để đạt được sự phát triển ổn định, luôn vượt qua khó khăn bằng tư duy sáng tạo."
Trong 50 năm qua, Heung A không ngừng phát triển, hiện đội tàu chở dầu của Heung A bao gồm nhiều tàu với công nghệ cao, đội ngũ quản lý chất lượng cũng như các thông số kỹ thuật hàng đầu.